# ジョーフィッシュ (潜水艦)

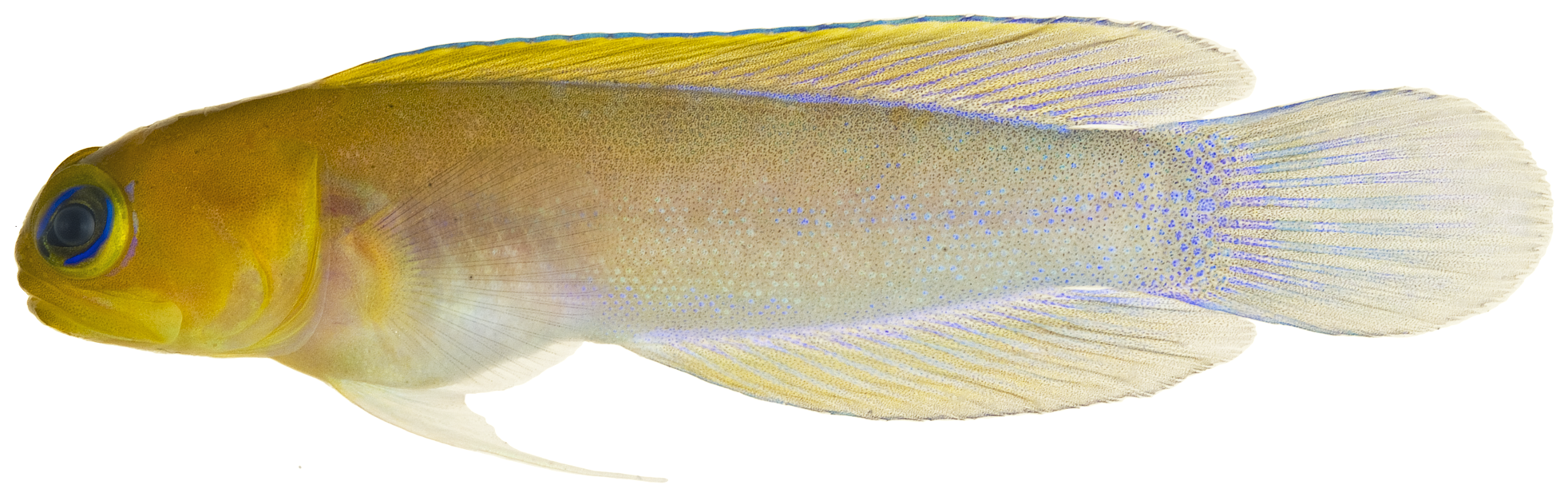
イエローヘッド・ジョーフィッシュ（Yellowhead jawfish）

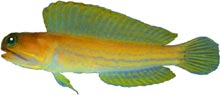
マスターシュ・ジョーフィッシュ（Moustache jawfish）

ジョーフィッシュ (USS Jawfish, SS-356) は、アメリカ海軍の潜水艦。バラオ級潜水艦の一隻。艦名はスズキ亜目アゴアマダイ科の魚の総称に因む。
当初の艦名は1942年8月28日にメバル科のブラックベリー・ローズフィッシュの通称に因みフェネガル (Fanegal) と決定したが、1942年9月24日にジョーフィッシュに改名された。
ジョーフィッシュはコネチカット州グロトンのエレクトリック・ボート社で建造の予定であったが、1944年7月29日に契約は取り消された。 